# Sonntagkarspitze
Sonntagkarspitze – szczyt w paśmie Karwendel, w Alpach Wschodnich. Leży w Austrii, w kraju związkowym Tyrol, przy granicy z Niemcami. Szczyt ten leży ok. 8 km na północ od miasta Innsbruck.